# Euxoa adjemi
Euxoa adjemi là một loài bướm đêm trong họ Noctuidae.